# Kikujové

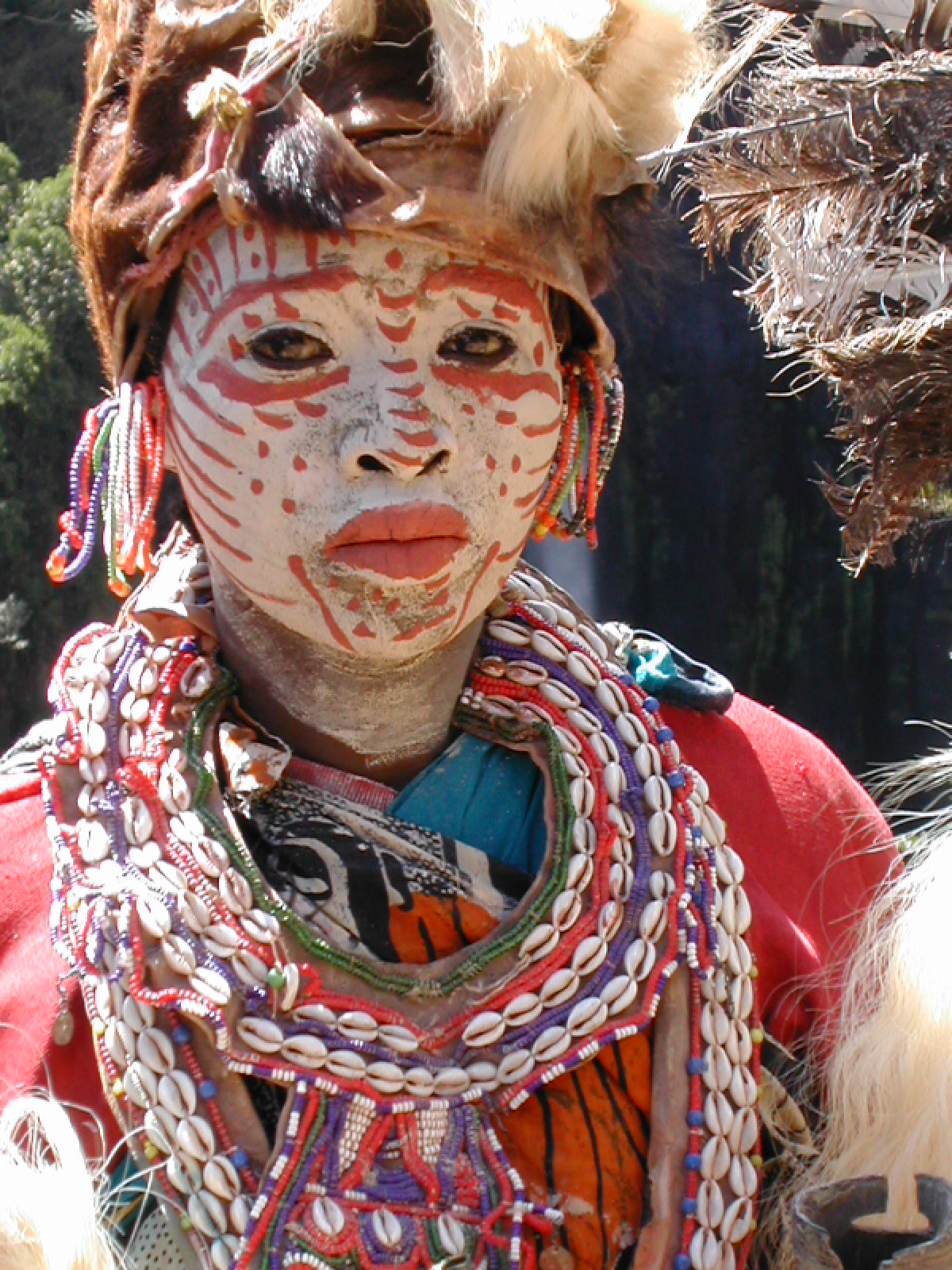
Kikujská žena

Kikujové jsou největší etnickou skupinou v Keni; v roce 1994 jich zde žilo 5 347 000. Hovoří kikujsky, svahilsky a anglicky. Převážně se jedná o křesťany či vyznavače původních kmenových náboženství.

## Původ
Někteří etnologové věří, že Kikujové přišli do Keni ze západní Afriky spolu s bantuskými kmeny. Při snaze dosáhnout dnešní Tanzanie se pohybovali východním směrem, přešli Kilimanjaro a došli do Keni. Nakonec se usídlili kolem Mount Kenya, zatím co zbytek skupiny pokračoval v migraci do Jižní Afriky. Kikujové byli původně lovci a sběrači, na rozdíl od Nilotických kmenů, kteří jsou pastevci. Začali obdělávat velmi úrodnou vulkanickou půdu okolo Mt. Kenya a Keňskou vysočinu.
Kikujská legenda však příchod Kikujů na území Keni popisuje jinak. Podle ní, muž jménem Kikuyua a jeho žena zvaná Mireia (Mumbi), byli na místo nazývané mukurwe-ini wa nyagathanga, v současnosti Murangova oblast, umístěni bohem jménem Mwene Nyaga nebo také Ngai. Říká se, že byli umístěni blízko Mugumo – fíkovníku na svazích hor. Počali devět dcer, které  pojmenovali Wanjiku, Wanjiru, Njeri, Wambui, Wangari, Wacera, Waithera, Wairimu a Wangui. Později, když dcery dospěly, potkaly devět mladíků ze vzdálené země (pravděpodobně Masaje, se kterými mají Kikujové dlouhodobé vztahy, chvíli přátelské, chvíli nepřátelské). Z jejich svazku pak vznikl kmen Kikuyu. Oblíbený mýtus tvrdí, že když se Kikujská dcera dostane do věku na vdávání, Kikujové se modlí k Mwene Nyaga, aby jí poskytl ženicha.

## Historie
Kikujové byli všeobecně zadobře s Masaji, se kterými sousedí a čile obchodují. Kolonialismus však tento zavedený pořádek narušil. V roce 1880 přišli na toho území Britové. Prvně se usídlili na pobřeží a pak v Nairobi, postavili železnici z pobřeží k Viktoriinu jezeru. Zabrali zemi patřící Kikujům, které uzavřeli do malé rezervace a znemožnili jim tak obhospodařovat svou zem. Britové na tomto území ustanovili svou Britskou východní Afriku.

### Antikolonialismus
V roce 1920 se rychle rozrůstala kikujská politická organizace jako odpověď na sociální problémy, ztrátu půdy a koloniální útlak. Jedna středně radikální skupina KCA ([Kikuyu Central Association]) vznikla roku 1920 pod vedením mladých, vojensky vycvičených členů jako byl např. Jomo Kenyatta. Frustrace, anti-kolonialismus a vnitřní neshody přispěly v 50. letech po druhé světové válce k růstu hnutí Mau Mau. Mezi lety 1952 až 1958 probíhaly v Keni kruté boje proti britské koloniální správě. Následovalo masivní zatýkání povstalců a velké množství Kikujů zemřelo. I přes porážku povstalců získala Keňa v roce 1963 nezávislost. Keňa se stala státem s jednou politickou stranou. Hnutí Mau Mau bylo hlavním uskupením, které se snažilo přivést zemi k nezávislosti. Než válka skončila, bylo zabito přes 11 000 rebelů a zatčeno kolem 100 000 obyvatel Keni. Tato válka je považována za první velké hnutí za africkou liberalizaci a pravděpodobně také největší krizi britské africké kolonie.

### Po získání nezávislosti

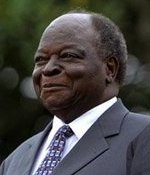
Mwai Kibaki

Prvním prezidentem Keni se stal Jomo Kenyatta, který je Kikuyu. Třetí a současný prezident, Mwai Kibaki, je rovněž Kikuyu. Wangari Maathai, první Africká žena, která získala Nobelovu cenu za mír, je také Kikuyu. Známý keňský autor, Ngugi wa Thiong'o, píše v kikujském jazyce a také svahilštině. Také známí sportovci jsou Kikujové: Julius Kariuki – olympijský šampion z roku 1988 na 3000 m překážkového běhu; John Ngugi – olympijský šampion v běhu na 5000 m; maratonec Douglas Wakiihuri, běžkyně Catherine Ndereba. Kikujové hrají důležité role v nezávislém vývoji politiky a ekonomiky v Keni.
V roce 2008 znovu proběhly volby prezidenta. Vyhrál je opět Mwai Kibaki, který dostal asi o čtvrt milionů více hlasů než jeho protikandidát Rail Odinga. Toto vítězství však vyvolalo vlnu odporu stoupenců Odingy, kteří začali vyvražďovat Kikuje, ke kterým náleží i staronově zvolený prezident Kibaki. Hlasování o prezidentovi nepovažuje za regulérní ani Evropská unie ani USA.

## Jazyk
Kikujové mluví kikujským – Kikuyu a Bantuským – Bantu jazykem. Hodně lidí zde mluví i svahilsky a anglicky. Jsou to v podstatě další dva oficiální jazyky v Keni. Kikujové mají blízko kmenům Embu, Mbeere a Meru, které také žijí v okolí Mt. Kenya. Kikujové v oblastech Kiambu a Murang´a, jsou běžně označováni za podkmen kikuju nazvaný Kabete. Díky období kolonizace a mezikmenovým svazkům jsou blízce spojeni s masaji.

## Vyznání
Moderní Kikujové jsou převážně křesťané. Původní náboženství je monoteistické. Vyznávají boha Ngai, kterého uctívají také Masaiové a Kambové. Je nazýván také Mũrungu nebo Mũlungu. Usídlil se na vrcholu hory Mt. Kenya a podle tradice stvořil zemi a dal jí lidem a vytvořil mezi lidmi a půdou nerozlučné pouto. Další důležitý aspekt kikujské tradice je důležitost původu a předků a také pralesa. V dnešní době je asi 73% Kikujů křesťanského vyznání, což způsobuje úpadek původních tradic.

### Tradiční kikujské náboženství
Tradiční kikujské náboženství vyznává jednoho boha stvořitele nazývaného Ngai. Oběti se mu v Keni a Tanzanii přináší především pod posvátnými stromy, které hrají v náboženském životě Kikujů klíčovou úlohu. Bůh Ngai přebývá na nebesích – může se projevit jako slunce, měsíc nebo blesk či duha. Ngai je nahlížen antropomorfně: má lidské vlastnosti, žehná, trestá, často se prochází po zemi, aby si prohlížel stvoření atd. Některé kikujské kmeny věří, že pozemským sídlem boha Ngaie je vrchol hory Mount Kenya. V masajských jazycích může slovo ngai vedle boha znamenat rovněž déšť (nahlížený jako dárce života).
Elementární náboženské teze vypovídají, že vše stvořené pochází od Ngaie a všechny věci i skutečnosti si s ním uchovávají určité pouto. První lidé měli nejsilnější životní energii, protože jí byli vybaveni přímo od Ngaie, přičemž intenzitou své životní energie byli podobní bohu, žili s ním ve velmi těsném spojení, a dokonce se sami mohli stát bohy. V kikujském náboženství se předpokládá, že každý člověk je s bohem Ngaiem spojen poutem prostřednictvím svých předků. Na zemi mají lidé ze všech tvorů největší množství životní energie, vitální síly. Všechno ostatní stvoření na zemi je zde proto, aby umožnilo lidské vitální energii sílit. V každé materiální věci má být specifický bod, kde je soustředěna většina této síly. Člověk může manipulovat věcmi ve svůj prospěch, pokud identifikuje tento bod koncentrace vitální síly.
Vyšší síly jsou vyvolány lidmi pomocí nižších sil (obětí zvířat, rostlin, pokrmů) jako prostředníků. Přistupovat přímo k vyšším silám je tzv. thahu (ohavnost vedoucí k prokletí). Ve společnosti je vždy několik elitních jedinců, kteří jsou mimořádně schopní v umění manipulace s okultními silami. Takový léčitel se nazývá Mũgo a je to ten, kdo má nejvyšší životní sílu. Vzhledem k faktu, že vůdce má největší vitální sílu, a tudíž blíže k bohu než kterýkoli jiný člověk, měl by být také schopen živit ostatní lidi tím, že je spojí s bohem Ngaiem a bude schopen přikazovat nižším silám jednat takovým způsobem, aby posílil životní sílu ostatních. Životní síla zemřelého předka se může vrátit k životu narozením dítěte, zvláště když je dítě pojmenováno po předkovi. Všechno ve vesmíru je podle kikujského náboženství vzájemně propojeno předivem vazeb. Také chrání lidi před útoky čarodějů, kteří se nazývají Mũrogi a lidem vitální sílu odebírají.
V tradičním náboženském životě je praktikována mužská i ženská obřízka. Kikujové obřezávají chlapce pouze v určité roky v rozmezí až čtyř let. Dívky jsou však obřezávány každý rok, jakmile dospějí do určeného věku. Obřízka je přechodovým a zároveň iniciačním rituálem.

### Synkretismus
Mezi křesťanstvím a tradičním náboženstvím existují různé podoby synkreze, i když v dubnu roku 2018 vydala Presbyteriánská církev východní Afriky usnesení zakazující starobylý kikujský náboženský obřad Mburi cia Kiama (obřadný dar kozy starším kmene), což vyvolalo velké nepokoje mezi věřícími v oblasti Mount Kenya. Presbyteriánská církev podmínila členství ve společenství odmítnutím všech tradičních kikujských náboženských obřadů.

## Sociální struktura
Kikujské kmeny jsou založené na matriarchálním systému. Během vlády Wangũ wa Makeeri, vládkyně, o které se říká, že byla tak krutá, že během schůzí seděly na zádech mužů,
došlo k povstání mužů a ti se pak ujali vlády. Jedna z legend říká, že muži naplánovali povstání během oslav, kdy všechny ženy tančily nahé tanec Kibaata. Ženy se vzdaly
a muži se tak ujali vládnutí. V jiné verzi se říká, že se muži rozhodli přivést do
jiného stavu všechny ženy ve stejný čas, tak nebudou moct vládnout a tím se moci ujmou
muži.

### Rodinný život
Kikujský muž je nazýván mũthuuri, což znamená někdo, kdo je schopen rozeznat ďábla od boha. Kikujské ženy jsou pak nazývány mũtumia, tzn. někdo, kdo udržuje rodinné tajemství a umění. Tradiční kikujská společnost je polygamní, takže muž může mít tolik žen, kolik je schopen uživit.
Rodina žije v domácnosti sestávající z několika chýší pro odlišné členy rodiny. Tyto chýše jsou stavěny tak, aby během studeného období bylo uvnitř teplo a během veder bylo uvnitř chladno. Mužova chýše se nazývá thingira a sem si muž svolává svou rodinu k rozdání úkolů či řešení rodinných problémů. Každá žena má svou vlastní chýši, ve které spí ona a její děti. Poté, co chlapci dosáhnou puberty, přestěhují se do chýše pro mladé muže.
U Kikujů má plánování rodiny svůj systém a pravidla. Otec může mít se svou ženou další dítě, až když je jejich nejmladší dítě ve věku, kdy ho může matka poslat starat se o rodinné stádo ovcí.
Další zajímavé zvyklostí, které Kikujové praktikují, je sdílení manželek příbuzných, což je v dnešní době nazýváno swinging. V jejich jazyce se to nazývá kũithia. Tato praktika umožňuje zlomit kletby a také odbourat negativní geny v rodinných liniích. Všechny děti, které se narodily manželce, patří manželovi. Tato praktika je také velmi důležitá pro umožnění přátelství mezi ženami, které musejí sdílet jednoho manžela. Rovněž je to východisko pro mladé, ještě neženaté muže, mohou tak uspokojit své fyzické potřeby. Mladé nevdané ženy totiž nesmějí provozovat sex s mužem. Ženy také mohou být požádány, aby "zahřály postel" manželovu příteli, který přišel na návštěvu.

## Kultura
Kolonizace poškodila mnoho tradičních struktur a hodnot, ačkoliv jazyk byl zachován a dále se rozvíjí. Hodně kikujů se přestěhovalo ze svých tradičních domovů do měst, aby si našlo práci. Také se přestěhovali do jiných částí země a světa díky sňatkům s jinými příslušníky kmenů, kvůli pracovním příležitostem, studiu a celkově díky hledání lepšího života. Ti, kteří zůstali v původních venkovních oblastech pokračují ve farmaření.
Forma zábavy kikujů je také zvláštní. Mladé kikujské ženy a muži cestují do izolovaných oblastí, aby si užili tance a oslav. Mladí muži si mohou pouze užívat tance a dvořit se dívkám, ale nesmějí se jich jakkoli nevhodně dotknout. Běžnými tanci jsou Nguchu, Nduumo, Mũgoiyo, Gĩchukia a ndachi ya irua. Babičky pak dohlížejí na to, aby se nějaký mladík nezachoval nesprávně. Babičky musí chránit mladé dívky před promiskuitou. Dívky, které měly sex, nějakou aféru nebo byly dokonce těhotné před svatbou, se mohou stát až druhou ženou a jsou nazývány Gĩchokio. Proto je výhodné pro mladé dívky zůstat neposkvrněné. Mají tak větší šanci se vdát.

## Kikujské osobnosti
- Jomo Kenyatta – první prezident (1964 –1978)
- Mwai Kibaki – třetí prezident, 2002, 2008
- Kenneth Matiba – vůdce oficiální opozice
- Dedan Kimathi – polní maršál
- Wangari Maathai – držitelka Nobelovy ceny za mír
- Josephat Karanja – viceprezident
- Josiah Mwangi Kariuki – člen parlamentu
- Harry Thuku – bojovník za svobodu a nezávislost
- Gakaara Wa Wanjaũ – člen hnutí Mau Mau, spisovatel
- John Ngugi – atlet
- Catherine Ndereba – atlet
- James Macharia – atlet
- Meja Mwangi – spisovatel